# Big Chimney
Pour les articles homonymes, voir Big et Chimney.
Big Chimney est une census-designated place située dans le comté de Kanawha, dans l’État de Virginie-Occidentale, aux États-Unis. Sa population s’élevait à 627 habitants lors du recensement de 2010.

## Démographie
| Groupe            | Big Chimney | Virginie-Occidentale | États-Unis |
| ----------------- | ----------- | -------------------- | ---------- |
| Blancs            | 98,3        | 93,9                 | 72,4       |
| Métis             | 1,0         | 1,5                  | 2,9        |
| Asiatiques        | 0,3         | 0,7                  | 4,8        |
| Autres            | 0,5         | 3,9                  | 19,9       |
| Total             | 100         | 100                  | 100        |
|                   |             |                      |            |
| Latino-Américains | 0,2         | 1,2                  | 16,7       |

## Source de la traduction
- (en) Cet article est partiellement ou en totalité issu de l’article de Wikipédia en anglais intitulé « Big Chimney, West Virginia » (voir la liste des auteurs).

1. ↑  (en) « Big Chimney, WV Population - Census 2010 and 2000 », sur censusviewer.com (consulté le 12 avril 2016).
2. ↑  (en) « Population of West Virginia - Census 2010 and 2000 », sur censusviewer.com (consulté le 12 avril 2016).